# Ondřej Novotný (moderátor)
Ondřej Novotný (* 14. června 1977 Ostrava) je český podnikatel, promotér MMA, spoluzakladatel organizace Oktagon MMA, komentátor, moderátor televizních pořadů Survivor Česko & Slovensko nebo Robinsonův ostrov .

## Život

### Sportovní žurnalistika
Novotný se narodil 14. června 1977 v Ostravě Porubě. Po úspěšném absolvování střední školy přesídlil do Prahy, kde dokončil studium oboru Televizní žurnalistika na Univerzitě Karlově v roce 2003. V mládí se věnoval házené, ale ze zdravotních důvodů s tímto sportem přestal. Po ukončení studií se věnoval sportovnímu komentování a získal pracovní zkušenosti na televizních stanicích Nova Sport, Eurosport a O2 TV. Jeho komentátorská činnost se zaměřovala především na fotbalová utkání.
Od května 2020 se podílel také na podcastu Kudy běží zajíc se sportovním novinářem Janem Podroužkem, s bývalým profesionálním fotbalistou Zdeňkem Folprechtem či s dalšími sportovními novináři.Je autorem podcastu MMA letem světem.

### Oktagon MMA
V roce 2016 založil společně se slovenským podnikatelem Pavlom Nerudou česko-slovenskou organizaci smíšených bojových umění Oktagon MMA. Součástí Oktagonu je také podcast s názvem MMA Letem světem, kde Novotný probírá různá témata se známými českými či slovenskými sportovci, kteří se specializují na různé bojové disciplíny, včetně boxu, kickboxu, MMA (smíšených bojových umění) a dalších.

### Moderátor
V letech 2017 a 2018 moderoval Robinsonův ostrov. Roku 2021 začal Novotný pracovat jako moderátor reality show Survivor Česko & Slovensko.

### Osobní život
Novotný je od roku 2015 ženatý s modelkou a vítězkou české Miss 2006 Renatou Langmannovou, se kterou má 2 dcery.
Sleduje fotbal a fandí Baníku Ostrava.